# Ștefan Surdul
Ștefan Surdul (n.  ? – d. 2 februarie 1595) a fost domn al Țării Românești între iunie 1591 - noiembrie 1592.

## Biografie
A fost fiul lui Ioan Vodă cel Viteaz și al Mariei, fiica pârcălabului de Hotin.